# Allmann Sattler Wappner

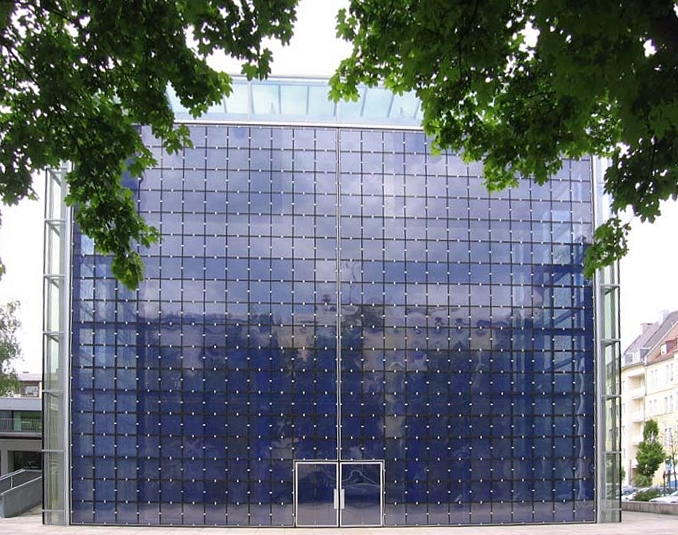
Herz-Jesu-Kirche (Múnich).

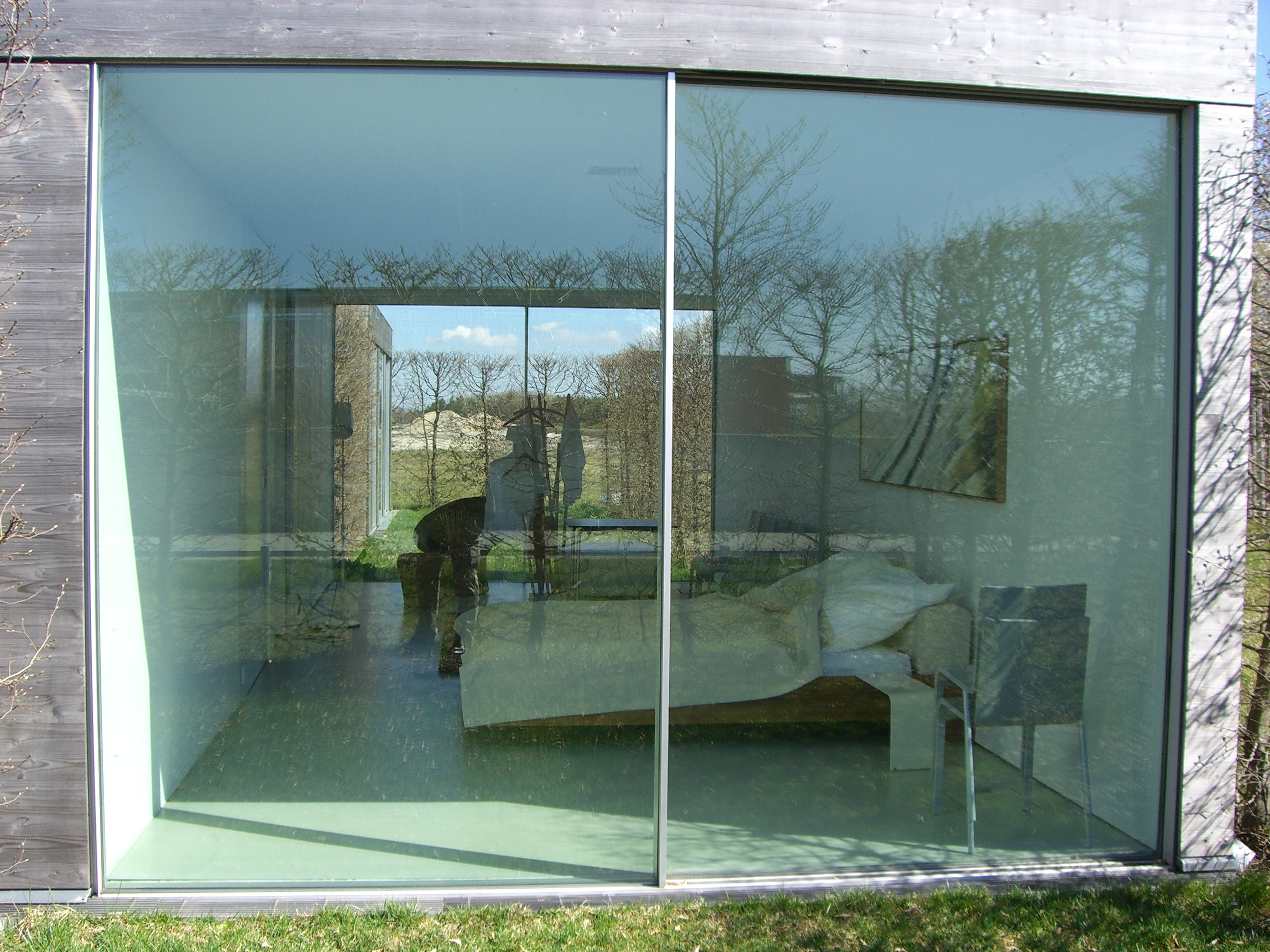
Haus der Gegenwart.

Oficina de Arquitectura radicada en Múnich. Fundada en 1983 por Markus Allmann, Amandus Sattler y Ludwig Wappner.
Su obra más destacada es la Herz Jesu Kirche (Iglesia del Corazón de Jesús). La iglesia original había sido destruida durante un incendio en 1994 y ellos ganaron el concurso para construir un nuevo edificio en el mismo emplazamiento.
En esta obra un paralelepípedo translúcido encierra otro dentro de sí, de láminas de madera, que alberga todo el espacio litúrgico. El acceso se lleva a cabo desde la anteiglesia situada delante de la fachada, a través de dos puertas talladas.